# Taylorverfahren
Das Taylorverfahren ist ein Einschrittverfahren in der Numerik. Es ist ein Weg zur Konstruktion von Differenzformeln höherer Ordnung über die Taylor-Entwicklung.

## Herleitung
Ausgehend von einer Anfangswertaufgabe (AWA) der Form:
{\displaystyle u'(t)=f(t,u(t)),u(t_{0})=u_{0}} und der Taylor-Formel wird der skalare Fall {\displaystyle d=1} betrachtet.
{\displaystyle u(t)=\sum _{r=0}^{R}{\frac {h^{r}}{r!}}u^{(r)}(t-h)+{\frac {h^{(R+1)}}{(R+1)!}}u^{(R+1)}(\xi ),\xi \in [t-h,t]}
Da {\displaystyle u} der Differentialgleichung {\displaystyle u'=f(t,u(t))} genügt, gilt
{\displaystyle u^{(r)}(t)={\begin{pmatrix}d\\dt\end{pmatrix}}^{r-1}f(t,u(t))=:f^{r-1}(t,u(t))}
Die {\displaystyle R}-stufigen Taylorverfahren lauten dann
{\displaystyle y_{n}=y_{n-1}+h_{n}\sum _{r=1}^{R}{\frac {h_{n}^{r-1}}{r!}}f^{(r-1)}(t_{n-1},y_{n-1}),\ \ n\geq 1}
Das Taylorverfahren hat gerade die Konsistenzordnung (Numerik) {\displaystyle m=R}

## Numerische Stabilität
Wir wenden auf das Verfahren die Testgleichung an:
{\displaystyle y_{n}=y_{n-1}+h\sum _{r=1}^{R}{\frac {h_{n}^{r-1}}{r!}}f^{(r-1)}(t_{n-1},y_{n-1}){\underset {u'=\lambda u}{=}}y_{n-1}+h\sum _{r=1}^{R}{\frac {h_{n}^{r-1}}{r!}}\lambda ^{(r)}y_{n-1}=y_{n-1}(1+\sum _{r=1}^{R}{\frac {h_{n}^{r}}{r!}}\lambda ^{(r)}}
Der Verstärkungsfaktor ist demnach {\displaystyle \omega =\sum _{r=0}^{R}{\frac {(\lambda h)^{r}}{r!}}}